# 朝明重男
 朝明 重男（あさけ しげお、1914年3月25日 - 1946年8月25日）は、三重県三重郡川越村（現・川越町）出身の大相撲力士。本名は山本 重男（やまもと しげお）。

## 来歴
1914年3月25日に三重県三重郡川越村（現・川越町）で生まれる。1931年3月場所に本中で初土俵を踏むと、体重の軽さから重量力士との勝負であっさり敗れるなど、なかなか関取へ昇進できなかった。その欠点を激しい猛稽古で補って、1938年5月場所で念願の十両昇進を果たした。しかし、連日の猛稽古によって腰を負傷し、さらに負傷による自信喪失によって闘志が無くなったこと、それに追い打ちをかけるかのように新十両の場所で瞼を負傷して途中休場、1場所で幕下へ陥落した。1941年5月場所でようやく十両に復帰するが、以降は成績が伸び悩んだ。1943年5月場所に、四股名を朝明山から「朝明」に改名した。
非常に験を担ぐ性格で、部屋から国技館まで徒歩4分ほどだったが、負けると同じ道は絶対に通らなかった。やがて負けが続いたことで通る道が無くなると、国技館と反対の方向に向かって歩き出して大きく迂回したり、同じ道でも歩く速さを抑えて30分かけて向かったら十両土俵入りに遅刻した。さらに、初日の前日の夜は「15日間勝つように」との意味合いで、枕元に塩の山を15個作って寝ていた。
1946年8月25日、岐阜県での巡業中に連日の猛暑に耐えかねて木曽川で遊泳していたが、心臓麻痺を起こして急死した。32歳没。

## 主な成績
- 通算成績：124勝122敗15休  勝率.504
- 十両成績：58勝75敗7休 勝率.436
- 現役在位：24場所
- 十両在位：11場所

### 場所別成績
| 1934年 （昭和9年） | x                  | x | 東序二段16枚目 5–1      | x                      |
| 1935年 （昭和10年） | 東三段目16枚目 4–2 | x | 東幕下24枚目 7–4        | x                      |
| 1936年 （昭和11年） | 西幕下13枚目 7–4   | x | 西幕下5枚目 4–7         | x                      |
| 1937年 （昭和12年） | 西幕下13枚目 4–7   | x | 東幕下23枚目 9–4        | x                      |
| 1938年 （昭和13年） | 西幕下6枚目 8–5    | x | 西十両12枚目 1–5–7      | x                      |
| 1939年 （昭和14年） | 東幕下6枚目 3–4    | x | 東幕下11枚目 休場 0–0–8 | x                      |
| 1940年 （昭和15年） | 東幕下32枚目 5–3   | x | 東幕下15枚目 5–3        | x                      |
| 1941年 （昭和16年） | 西幕下3枚目 5–3    | x | 東十両13枚目 8–7        | x                      |
| 1942年 （昭和17年） | 西十両9枚目 9–6    | x | 西十両3枚目 4–11        | x                      |
| 1943年 （昭和18年） | 東十両10枚目 8–7   | x | 西十両7枚目 8–7         | x                      |
| 1944年 （昭和19年） | 東十両5枚目 5–10   | x | 東十両10枚目 5–5        | 西十両8枚目 4–6        |
| 1945年 （昭和20年） | x                  | x | 東十両11枚目 4–3        | 西十両6枚目 引退 2–8–0 |
| 各欄の数字は、「勝ち-負け-休場」を示す。 優勝 引退 休場 十両 幕下 三賞：敢=敢闘賞、殊=殊勲賞、技=技能賞 その他：★=金星 番付階級：幕内 - 十両 - 幕下 - 三段目 - 序二段 - 序ノ口 幕内序列：横綱 - 大関 - 関脇 - 小結 - 前頭（「#数字」は各位内の序列） |                    |   |                         |                        |

## 改名歴
- 朝明山 重男（あさけやま しげお）1934年5月場所 - 1943年1月場所
- 朝明 重男（あさけ しげお）1943年5月場所 - 1945年11月場所